# 考伊道奇
考伊道奇，是匈牙利托尔瑙州所辖的一个村。总面积37.73平方公里，总人口1283，人口密度34.0人/平方公里（2011年1月1日）。